# Christian Käs
Christian Käs (* 31. August 1960 in Stuttgart; † 29. September 2015 ebenda) war ein deutscher Rechtsanwalt und Politiker (REP).

## Beruflicher Werdegang
Käs besuchte die Freie Waldorfschule in Kräherwald in Stuttgart, sein Abitur absolvierte er 1980, anschließend Studium der Rechtswissenschaften in Würzburg, 1. Staatsexamen 1986, von 1986 bis 1987 Grundwehrdienst in Ulm. Bis 1990 Referendarausbildung in Baden-Württemberg, 2. Staatsexamen 1990 in Stuttgart. Seit 1990 war er als Rechtsanwalt tätig.

## Politische Karriere
Von 1989 bis 1991 war er Landesschriftführer der Republikaner, von 1991 bis 2002 Landesvorsitzender der Partei, von 1992 bis 2002 stellvertretender Bundesvorsitzender, von 1992 bis 1996 Mitglied der Republikanerfraktion im Stuttgarter Gemeinderat, in dieser Zeit auch Vorsitzender der Fraktion. Vom 19. April 1996 bis 31. Mai 2001 war er für den Wahlkreis Rottweil Abgeordneter im Zweitmandat im Landtag von Baden-Württemberg. Währenddessen war er auch stellvertretender Vorsitzender der REP-Fraktion im Landtag von Baden-Württemberg sowie stellvertretender Vorsitzender des dortigen Innenausschusses.
Während er anfangs zum gemäßigteren Parteiflügel gehörte, kritisierte er ab etwa Mitte der 1990er Jahre den Abgrenzungskurs der Partei nach rechtsaußen und wurde somit als baden-württembergischer Landesvorsitzender der einflussreichste innerparteiliche Gegner von Rolf Schlierer.
Die Konflikte zwischen ihm und Schlierer spitzten sich Anfang des Jahres 2002 zu. Finanzielle Unregelmäßigkeiten im Landesverband Baden-Württemberg wurden zum Anlass genommen, Käs am 10. Februar 2002 durch den Bundesvorstand seines Amtes als Landesvorsitzender entheben zu lassen. Kurze Zeit später verließ Käs die Partei unter Protest.
| Personendaten    | Personendaten                  |
| ---------------- | ------------------------------ |
| NAME             | Käs, Christian                 |
| KURZBESCHREIBUNG | deutscher Politiker (REP), MdL |
| GEBURTSDATUM     | 31. August 1960                |
| GEBURTSORT       | Stuttgart                      |
| STERBEDATUM      | 29. September 2015             |
| STERBEORT        | Stuttgart                      |